# Proyección de Newman
Una proyección de Newman es una forma de representación bidimensional útil para visualizar conformaciones en un enlace simple carbono-carbono de una molécula orgánica. Consiste en visualizar la estructura a lo largo del enlace que une ambos átomos de carbono y proyectarla sobre el plano, de tal forma que los grupos unidos al átomo de carbono más próximo al observador se dibujan enlazados al punto central de un círculo, que representaría al átomo, mientras los del más alejado se dibujan como si partieran desde detrás del círculo, y por tanto sus enlaces sólo son visibles parcialmente. Se usa principalmente en la estereoquímica de los alcanos.

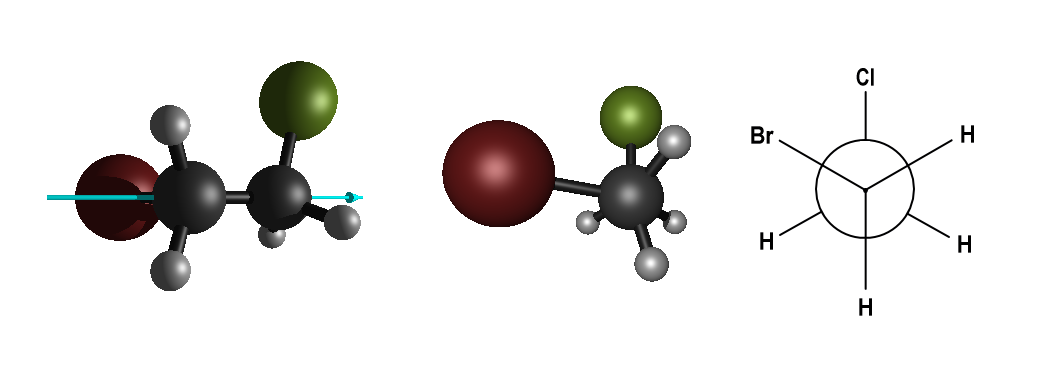
De izq. a dcha.: Visión lateral y a lo largo del enlace C-C del modelo de bolas y varillas, y proyección de Newman de una conformación sinclinal o gauche del 1-bromo-2-cloroetano. Br ≡ bola roja, Cl ≡ bola verde.

+Esta proyección es llamada así por Melvin Spencer Newman, un químico estadounidense de la Ohio State University quién la creó en 1952.